# 나경민 (배우)
나경민(1980년 12월 28일 ~ )은 대한민국의 배우이다. 2003년 KBS 공채 탤런트 20기로 데뷔했다.

## 출연 작품

### 드라마
| 연도      | 방송사 | 제목                                                         | 역할        | 비고    |
| --------- | ------ | ------------------------------------------------------------ | ----------- | ------- |
| 2004      | KBS2   | 《애정의 조건》                                              |             | 60부작  |
| 2004      | KBS2   | 《낭랑 18세》                                                | 나 검사     | 16부작  |
| 2005      | KBS2   | 《쾌걸춘향》                                                 | 소개팅남    | 16부작  |
| 2005      | KBS2   | 《부활》                                                     | 장동인      | 24부작  |
| 2006      | KBS2   | 《안녕하세요 하느님》                                        | 주 선생     | 16부작  |
| 2006      | KBS2   | 《봄의 왈츠》                                                |             | 20부작  |
| 2007      | KBS2   | 《드라마시티 - 변신》                                        | 레게        | 1부작   |
| 2007      | KBS2   | 《행복한 여자》                                              | 문 형사     | 58부작  |
| 2009      | KBS    | 《천추태후》                                                 | 유충정      | 78부작  |
| 2010      | KBS2   | 《신데렐라 언니》                                            | 홍기태      | 20부작  |
| 2010~2011 | KBS1   | 《웃어라 동해야》                                            | 신 피디     | 159부작 |
| 2012      | KBS2   | 《KBS 드라마 스페셜 연작 시리즈 - SOS - 우리 학교를 구해줘》 | 강력반 반장 | 2부작   |

### 연극
- 《아타미 살인사건》 (2008년) ... 구마다 역
- 《그와 그녀의 목요일》 (2012년) ... 남자 / 덕수 역
- 《비포 애프터》 (2015년)
- 《진홍빛 소녀, 그리고 잠수괴물》 (2016년) ... 이혁 역
- 《귀국전 - 그녀를 말해요》 (2016년)
- 《혈우》 (2017년) ... 유경 역
- 《워킹 홀리데이》 (2017년)
- 《낫심》 (2018년)